# UFO -A day in the life-
『UFO 〜A day in the life〜』は1998年にラブデリックが開発しアスキーから発売されたプレイステーション用ゲームソフト。

## シナリオ
1999年7の月、最新型コスモバス「ダイマ・オー」号がチャハヤ星系第3惑星「チキュー」に墜落した。50名の乗客の無事はチキュー人たちが住む横穴式住居にて確認されたが、飛び交う電磁波とフロンガスの影響で肉眼では姿が見えない。さらに、ある事情により救出は慎重に行わなければならない。

## システム

### 乗客救助システム
宇宙船ダイマ・オーの事故で、あるアパートに放り出された50人の乗客を撮影をして救出するのがこのゲームの全てである。
乗客の行動
アパートでは50人の乗客が決まった場所、時間で現れては消えている。その全ての乗客は姿が見えないのでチキュー人や動物の反応や行動、乗客が出現している間光るコスモセンサーで出現場所を特定・撮影しそれに乗客が写り、かつ後述のばっちシーンなら救出可能となる。
ばっちシーン
乗客は各々にばっちシーンと呼ばれる特有のポーズを持っており、その瞬間を撮影しないと乗客の確認とはならない。これは一つしかないものから四つあるものまで様々である。また、ばっちシーンが一瞬しかない乗客なども存在する。
住人観察
前述した通りに住んでいる人々、そして乗客を目視できるらしい動物の行動によりどのあたりに乗客がいるのか見当をつける必要がある。

## 乗客救助のプロセス
乗客の救出は「アパートへ移動（部屋、時間決定）」→「アパート内を観察」「撮影」→「宇宙船へ帰還」「マザーに写真解析」→「（ばっちシーンを撮影成功した場合）乗客救出」という流れを繰り返して全乗客を救出していく。
アパートへの移動
宇宙船前部中央のメインモニターに居る三人のスタッフと会話すると行きたい部屋と時間を決定できる。部屋は最初から全て選べるが、時間は特定の乗客を救出しないと行ける時間帯がオープン（増加）しない。ゲームスタート時に行ける場所と時間帯は102号室のAM0:00のみとなる。
時間は棒で表示されているが、（その部屋内で）まだ行った事のない時間帯は点線で、一度でも行った事のある時間帯は実線で、その時間帯に居る乗客が未救出の場合は線が波打つ。
時間帯を決定した段階でその場所と時間帯に移動する。
アパート内を観察・撮影
基本的に操作キャラはチキュー人たちを通り抜けられる。チキュー人や動物を良く観察していると、時折不思議な行動や異常な反応をする場合がある。こんな時にその近くに乗客が出現しているということになる。
また乗客救出にはコスモセンサーとコスモカウンターという二つの機能が撮影をサポートする。コスモセンサーは画面左上に表示されるコスモのマークで、これが表示されている時に乗客がそのエリア内に出現していることを意味する。
コスモカウンターは画面右上に表示される数字で、15分ごとに告知される。最終的に1時間が経過するとその時間帯は終了したと見なされて撮影の有無に関わらず強制的に別の部屋・時間帯に移動するか宇宙船へ帰還することになる。なお、ゲーム内の1時間は実際には2分である。
撮影装置はコスモスキャナーと呼ばれる。アパート内に居る時に○ボタンを押すとフレームが表示され、画面内のほぼ全域に渡り上下左右好きな場所をターゲットできる。フレーム下部にある黒い長方形は残りの枚数を表している（全部で10枚あり、全て撮影すると強制的に母船へ帰還）。フレームを表示している状態で再び○ボタンを押す事で撮影となる。
また、アパート内に居る時に△ボタンで表示されるメニュー画面の意味は以下の通り。
- UFO - 母船の宇宙船に帰還する。アパート内で1時間経過した場合はこれかAPARTしか選べない。
- APART - 部屋、時間帯を移動する。同じ部屋、時間帯も選択可能だが、カウントは最初からになる。
- PHOTO - 最後にマザーが解析した写真を確認する。
- BYEBYE - いわゆるキャンセル。何もせずにメニュー画面を閉じる。

写真解析
撮影終了し母船へ戻ったらマザールームで映像の解析を行う必要がある。ここでは「ばっちシーン」を探すことが第一の目的となるが、単純に乗客が映っているだけの場合でもメガネの管理する乗客リスト画面にて「ばっちシーン」の名称が表示されるようになりヒントとなる。乗客リストは既に救出した乗客も登録されており、いつでも閲覧できるようになっている。
また、アパートには乗客だけではなく墜落した宇宙船ダイマ・オーが写る事もある。これら全てはコスモスキャナーを通さない限りは目視できない。
乗客救出
対象となる乗客の「ばっちシーン」を全て撮影完了すると救出可能となり、その時点でマザーが救出命令を出して救出成功となる。
ちなみに救出成功するとその乗客は母船の手前側にある椅子に一人ずつ座っていく。

## キャラクター
操作するキャラはタコ型ウチュウ人。

### 宇宙船スタッフ
マザー
マザールームにいる。撮ってきた映像をマザーに渡して解析してもらう。アドバイスしてくれることも。
ボス
作戦の総司令官。宇宙船内にはボスとの専用回線があり、いつでも会話できる。
ヒショ
ボスの秘書。ボスが不在の際は秘書が受付をする。モニターの色を変えてくれる。
デブ
メインモニターの左側に居る。肉を隠し持っている。
新米
メインモニターの右側に居る。
リーダー
メインモニター中央に居る。
メガネ
乗客リストの管理をしている。歩きながら新聞を読む。
通信娘
ボス専用回線を担当している女性。一人称はアタイ。

### アパート住民
おとーちゃん
101号室住人。酒とパチンコが大好き。むすこに好かれようとしている。
おかーちゃん
101号室住人。主婦としてむすこやおとーちゃんの事を気にかけている。
むすこ
101号室住人。朝から晩まで机に向かって一心不乱に勉強している。
黒服1＆2
102号室におやっさんを運び込んで身の回りの世話をする男たち。ドス・銃を所持。
おやっさん
布団に寝たまま102号室に連れてこられる老人。
赤ちゃん
102号室に現れるバーコード頭の中年男性。赤ちゃんの服装と仕草をして楽しんでいるらしい。
マイコン
103号室を機械部屋に作り変え、一日中PCの前から離れない青年。
キンパツ
105号室に住む金髪で青白い顔をした青年。音楽や芸術鑑賞が趣味。
サラリーマン
201号室に住む平凡なサラリーマン。魚にエサをやり、テレビを見てゲームで遊ぶという男。
画家
202号室に住む画家。どてらに下駄履きという姿の男性。マッチョやキンパツにも絵を描いてあげている。
OL
203号室に住む色白な女性。化粧をすると物凄い勢いで顔かたちが変貌する。
マッチョ
205号室の貧弱な体型の男性。運動と、ある食物を摂ることによりボディビルダーのような体型になる。
シロネコ
OLと住んでいる猫。ミケネコと仲が良い。
ミケネコ
アパートに住み着いている猫。アパート内を気ままにうろついている。
ネズミ
102号室を中心に至るところに現れるネズミ。

### 住民以外のキャラクター
カガクシャ
アパートに兵隊を引き連れて何かを調べにきた科学者。おかーちゃんと知り合いらしい。
隊長＆兵隊
銃を持っている兵隊たちとその隊長。
コロシヤ
102号室付近をうろつく怪しい男。いつも持っているスーツケースには組み立て式のライフルが仕込んである。
ケイジ
アパート内外を調査している中年刑事。犬の顔をした部下を連れている。
キンパツの彼女
キンパツの敬愛している女子高生風の彼女。キンパツの部屋に入るなり寝入ってしまう。
ラーメン屋
夜にアパート外で屋台を引いているラーメン屋。昼間は出前の仕事をしている。

## アパート全体のエリア
行動可能なエリアは廊下、そして八部屋の計九個のエリアに分かれている。
ROKA
アパートの外観となる特殊なエリア。各部屋への出入り口があるほか、アパートの外へと抜ける出口がある（実際にこのエリアから部屋に入ったりアパートの外に出ることはできない）。廊下は大別すると屋上部分、二階部分、一階部分と分けることができ、それぞれに乗客が現れる可能性がある。またここでは全てのチキュー人の活動がもっとも顕著に現れるエリアでもある。
101号室
おとーちゃん、おかーちゃん、むすこが住んでいる。部屋の中央に丸いちゃぶだいがあり、その前に仏壇。部屋左上隅には一日中そこから動くことのないむすこの勉強机と、全ての部屋で唯一裏庭への出入り口がある。
102号室
空き部屋。黒服やおやっさんの他にも多数のチキュー人が訪問するある意味一番活気のある部屋。部屋の奥一面には窓があり、アパートの裏を通るものならばここから観察することができる。
103号室
マイコンが住んでいる部屋。部屋中にコンピューターやマシンが置かれている。部屋全体は暗く、窓がないので陰鬱ですらある。玄関側にはガラクタの山がある。
105号室
キンパツが住んでいる部屋。部屋のほとんど半分以上がピアノとそのステージで埋められており、残りはソファーとステレオが置かれている。色の調和が取れている美しい部屋だが生活にはあまり適していないようでもある。
201号室
サラリーマンが住んでいる部屋。独身男性の一般的なアパートの一室といった趣で、部屋にはベッド、水槽、テレビ、エアコン、掃除機、そして空き缶やゴミが隅にまとめられている。一日の大半の時間をサラリーマンが外で過ごすために日中は空き部屋同然。
202号室
画家の住んでいる部屋。部屋全体に絵の具が飛び散っているようなアートな部屋で、天井のスポットライトに照らされた描きかけのキャンバスが部屋の中央に陣取っている。窓際には画家の趣味の天体観測用望遠鏡が据え付けられている。一応画家はミケネコの飼い主だが、ミケネコ自身はここに固定して住んでいるわけでもないらしい。
203号室
OLが住んでいる部屋。たくさんの洋服が詰められたハンガーやタンス、テレビ、電話があり、部屋の隅には化粧台もある。クローゼットはベッド仕様になっておりOLはこの中に入って立ったまま寝る。シロネコの住まいでもある。
205号室
マッチョの住んでいる部屋。部屋は全面フローリングでいくつかの運動用器具が置かれている。他にも鉄アレイやラジカセがある。

## 経費節減モード
全ての乗客、乗組員、ブラックコスモを救助＆逮捕してエンディングを迎えてセーブしたデータをロードすると新たに「経費節減モード」といういわゆるハードモードが追加されてニューゲームとして選択できるようになる。「ばっちシーン」以外の全てのシーンは「ばっどシーン」とされ、このばっどシーン写真枚数が50枚を越えると即ゲームオーバーとなってしまう。コスモセンサーを使うことも不可能。ただしレスキューリストは最初から全員分が登録されており、ばっちシーンの名前の確認などは最初からできる。このモードではマザーが眼鏡をかけるなど多少変わった演出が見られる。
このモードをクリアするとアパートの各住人の詳細なプロフィールが表示される。

## 関連商品
- UFO -A DAY IN THE LIFE- 公式ガイドブック　（ファミ通責任編集／アスペクト／1999年7月8日）　ISBN 978-4757204867
  - 上記の再版（エンターブレイン）　ISBN 978-4757710627